# Kkakdugi
Ggakdugi is een variant op baechu kimchi in de Koreaanse keuken. Gewoonlijk zijn alle ingrediënten hetzelfde, behalve dat in plaats van baechu gebruik wordt gemaakt van daikon, mu (무) genaamd in het Koreaans. Net als kimchi wordt ggakdugi gegeten als banchan

## Oorsprong
De ontstaansgeschiedenis van ggakdugi wordt beschreven in een kookboek Joseon yorihak (조선요리학 朝鮮料理學, letterlijk 'Joseon gastronomie') genaamd. Dit boek, geschreven door Hong Seon-pyo (홍선표) in 1940. Volgens de schrijver werd het gerecht voor het eerst bereid door prinses Sukseon (숙선옹주 淑善翁主), de dochter van koning Jeongjo en de vrouw van Hong Hyeon-ju (홍현주 洪 顯周), een hoog geplaatste regeringsofficier met als titel Yeongmyeongwi (영명위 永明慰). Tijdens een van de feestelijkheden aan het hof serveerde Sukseon het gerecht. De koning vroeg haar naar de naam van het gerecht, maar de prinses antwoordde dat het gerecht geen naam had. De koning bedacht toen dat het gerecht ggakdugi genoemd zou worden, omdat in het Koreaans het snijden van voedsel in blokjes ggakduk sseolgi (깍둑썰기) wordt genoemd. Ggukdukgi werd ook wel gakdokgi genoemd. Vanuit het hof verspreidde het gerecht zich ook onder de gewone mensen.